# Fort de Las Pedrizas
El Fort de Las Pedrizas es troba en les proximitats de la població de Bicorb (Canal de Navarrés, País Valencià), fora del seu nucli urbà, al vessant d'una muntanya en el paratge conegut com a “Las Pedrizas”. Es tracta d'una fortificació construïda al començament del segle xvii. Sota la protecció de la Declaració genèrica del Decret de 22 d'abril de 1949, i la Llei 16/1985 sobre el Patrimoni Històric Espanyol. Té per Codi de Bé de Rellevància Local: 46.22.071-003.

## Descripció historicoartística
És un castell que es va construir fora del nucli urbà com a baluard i refugi de les tropes que van combatre els revoltats moriscs després del Decret d'Expulsió de 1609, els quals van romandre vivint per les zones de la Mola. Es va construir per ordre de Juan Pacheco, dirigint les obres el mestre Francisco Miranda. Les seves restes, abandonades des de la derrota morisca, es troben en avançat estat de ruïna, havent estat alguna de les seves dependències reconvertides per a usos agrícoles i ramaders. Es distingeix principalment el seu recinte emmurallat, en el qual s'obren troneres i espitlleres habilitades per a l'incipient ús del foc fuseller i artiller.